# برنارد هاركورت
برنارد هاركورت (بالإنجليزية: Bernard Harcourt)‏ هو عالم سياسة أمريكي، ولد في 1963.

## وصلات خارجية
- برنارد هاركورت على موقع الموسوعة البريطانية (الإنجليزية)